# Escena de corrida con pescado
Escena de corrida con pescado es un plato español hecho con arcilla roja (plato) y arcilla blanca (pescado) y decorado con óxido de manganeso sobre reservas de cera, relieve de engalba y después vidriado. Fue realizado por Pablo Picasso en 1957 y  forma parte de la colección permanente del Museo Picasso de Barcelona, expuesto en la sala 15. La obra ingresó en el museo gracias a una donación de Jacqueline Picasso en el año 1982 con el código de registro MPB 112.446.

## Picassso ceramista
Durante el verano de 1946, a raíz de su visita a Vallauris, en el Mediodía francés, Picasso conoció al matrimonio Ramié, propietarios de la fábrica de cerámica Madoura. Este encuentro propició el inicio de su trabajo como ceramista.
Su dedicación a la cerámica se intensificó entre los años 1947 y 1963. Su capacidad creadora se conjugó con sus dotes de artesano, y se entregó a una serie de experimentaciones que desbaratarán todos los procesos y técnicas de este arte milenario. Su pintura se oculta detrás de innumerables platos blancos multiformes. La manipulación de
las substancias y del horno le proporcionaban unos resultados inesperados: jarrones que, con la acción de sus manos, adquierían formas y efectos nuevos, de cariz escultórico.
La frescura, la luminosidad y la mediterraneidad que definen la pintura picassiana de este periodo quedan materialmente reflejadas en todas las cerámicas que elabora, en las que las corridas de toros, las cabezas de faunos, los peces y los jarrones antropomórficos confieren al conjunto una brillantez desbordante.

## La obra
En 1956, Picasso se instala en La Californie, una villa-taller que domina la bahía de Cannes. A partir de este momento, su actividad como ceramista se desarrollará en su taller, y no en la fábrica Madoura de sus amigos Ramié, situada en Vallauris. Encarga varios ejemplares de piezas cerámicas a Madoura y los pinta y decora en serie, como lo haría en la fábrica.
En 1957, Picasso utilizó platos españoles, recipientes de inspiración mozárabe de gran tamaño, de unos 45 cm de diámetro, y con el fondo abombado. Esta pieza destaca por la decoración y la mezcla de materiales: óxido de manganeso sobre reservas de cera, y el relieve de la espina del lenguado con engobe. Está barnizada.
El plato combina dos motivos que aparecen profusamente en la cerámica de Picasso: el toro y la corrida, y la comida, presentada como naturaleza muerta. La iconografía taurina de este plato combina motivos gráficos, en el círculo exterior, donde hay pequeñas cabezas de toro, muy estilizadas. En el segundo círculo, un grupo de toros da
la vuelta al plato. En el tercer círculo, podemos ver pases taurinos, y en el círculo central, en el fondo del plato, una escena de la suerte de varas.
La obra forma parte de la donación que Jacqueline Roque, viuda del artista, hizo al museo, en 1982, de un conjunto
de 41 cerámicas,